# دلفین فریزر
دلفین فریزر آب‌بازی عضو خانواده دلفین‌های اقیانوسی است که در آب‌های ژرف اقیانوس آرام و به تعداد کمتر در اقیانوس هند و اطلس زندگی می‌کند.

## رده‌بندی
در سال ۱۸۹۵ چارلز هوز، زیست‌شناس انگلیسی، جمجمه یک دلفین را در ساحل ساراواک، بورنئو پیدا کرد و آن را به موزه بریتانیا هدیه کرد. بررسی بر روی این جمجمه تا سال ۱۹۵۶ انجام نشد. در این سال فرانسیس فریزر آن را بررسی کرد و متوجه شد که این جمجمه متعلق به دلفینی است که به سرده‌های پهلوسفیدها و کچه‌ماهی‌ها نزدیک است، ولی عضو هیچ‌یک از آن‌ها نیست. با به سادگی مخلوط کردن نام‌های این دو سرده یک سرده نو به نام پهلوسفیدکچه‌ماهی‌ها ساخته شد.
تنها در سال ۱۹۷۱ بود که بدن کامل یک دلفین فریزر کشف شد. در آن زمان لاشه‌های این جانوران به وسیله آب دریا به کرانه‌های جزیره کوکوس در آرام خاوری، استرالیای جنوبی و آفریقای جنوبی آورده شده بودند.

## توصیف ظاهری
دلفین‌های فریزر در هنگام تولد دارای طول تقریبی ۱ متر و ۲۰ کیلوگرم وزن هستند که در هنگام بلوغ به ۲٫۷ متر طول و ۲۰۰ کیلوگرم وزن می‌رسد. باله پشتی و نوک در این دلفین‌ها فاقد سفتی و استواری زیاد است و اندازه باله‌های کناری کوچک‌اند. نیم‌تنه بالایی به رنگ خاکستری-آبی تا خاکستری-قهوه‌ای است. خطی شیری کم‌رنگ از نوک و بالای چشم‌ها آغاز می‌شود و در کناره پهلوها به عقب بدن می‌رسد. در زیر این خط سایه تاریک‌رنگی حضور دارد. شکم و گلو به شکلی غیرعادی به رنگ سفید، گاه متمایل به صورتی، هستند. نداشتن چیزی همچون پوزه از مشخصه‌های این دلفین است. از فاصله دور این دلفین می‌تواند با دلفین نواری اشتباه گرفته شود چرا که این دلفین دارای رنگ‌آمیزی بدنی همانند دلفین فریزر است و هر دو در ناحیه‌های یکسانی زندگی می‌کنند.
دلفین‌های فریزر در گروه‌های بزرگی با ۱۰۰ تا ۱۰۰۰ عضو به فشردگی و با فاصله کم از هم زندگی می‌کنند. آن‌ها برای افزایش سرعت خود در هنگام شنا از آب به بیرون می‌پرند و به جلو جهش می‌کنند.
غذای اصلی این دلفین‌ها ماهی‌های لجه‌ای، ماهی مرکب و میگوهایی که در ژرفای ۲۰۰ تا ۵۰۰ متری آب زندگی می‌کنند، است. از آنجا که تقریباً هیچ پرتو نور خورشیدی به این عمق نمی‌رسد، تغذیه تنها توسط توانایی پژواک‌یابی انجام می‌گیرد.
این جانور همچنین از گونه‌های معمول ساکن خلیج مکزیک است اما در دیگر نواحی اقیانوس اطلس کمتر حضور دارد.

## گستره و جمعیت
در سال‌های گذشته موارد بسیاری از مشاهده این دلفین در آب‌های اقیانوسی گزارش شده‌اند که باعث شده‌اند که نگرانی‌های مربوط به وضعیت بقای این جانور، که در دهه ۱۹۸۰ وجود داشتند، کمتر شوند. این جانور اما همانند آشنایان کرانه‌زی خود شناخته شده و زیر بررسی قرار گرفته، نیست. تخمینی از جمعیت جهانی این گونه وجود ندارد.
دلفین فریزر بیشتر در آب‌های گرم و ژرف اقیانوسی میان °۳۰ جنوبی و °۲۰ شمالی دیده شده‌است. نواحی شرقی اقیانوس آرام بهترین جا برای دیدن این دلفین‌ها است. گروه‌هایی تنها و به دور افتاده از دیگر دلفین‌ها از این گونه در کرانه‌های فرانسه و اوروگوئه دیده شده‌اند. چنین چیزی اما غیرطبیعی است و احتمال می‌رود به دلیل پدیده ال‌نینو شکل گرفته باشد.